# 法国手语语系
法国手语语系是一个手语语系，其中包括法国手语和美国手语。
法国手语语系分化自古法国手语，是从巴黎的聋人社区间发展出来的。最早的有关古法国手语的记录是修士查尔斯・米歇尔・德・埃佩于18世纪末记录的，但在这之前可能已经存在了一个世纪了。俄罗斯手语等数种欧洲手语分化自古法国手语，美国手语也是如此。西班牙手语等其他手语据信也与古法国手语有关，不过不是它的直系后代。

## 语系谱系树

### Anderson (1979)
Anderson (1979)认为古法国手语来自中世纪僧侣的手语，给出下列分类。不过这样分析的证据包含了同用手指拼写的单词，要进行系属分类显然不能将它们囊括在内：
- 僧侣手语 (描述于1086)
- “西南欧0”手语
  - 原始西班牙手语
    - 西班牙手语(词典出版于1851)
    - 委内瑞拉手语
    - 爱尔兰→澳大利亚手语

  - 古波兰→波兰手语
  - 古法国手语(l'Épée之前)
    - 东部：古丹麦(1807年投入教育)、古德国、德国福音派(奥地利1779年投入教育)、古俄罗斯(1806年投入教育)
    - 西部
      - 中部指拼组：荷兰(1780)、比利时(1793)、瑞士、古法国
      - 中古法国(词典出版于1850年)→法国
      - 美国(1816年投入教育)
      - 国际指拼组：挪威、芬兰、德国、美国
      - 古巴西→巴西、阿根廷、墨西哥

### Wittmann (1991)及后续研究

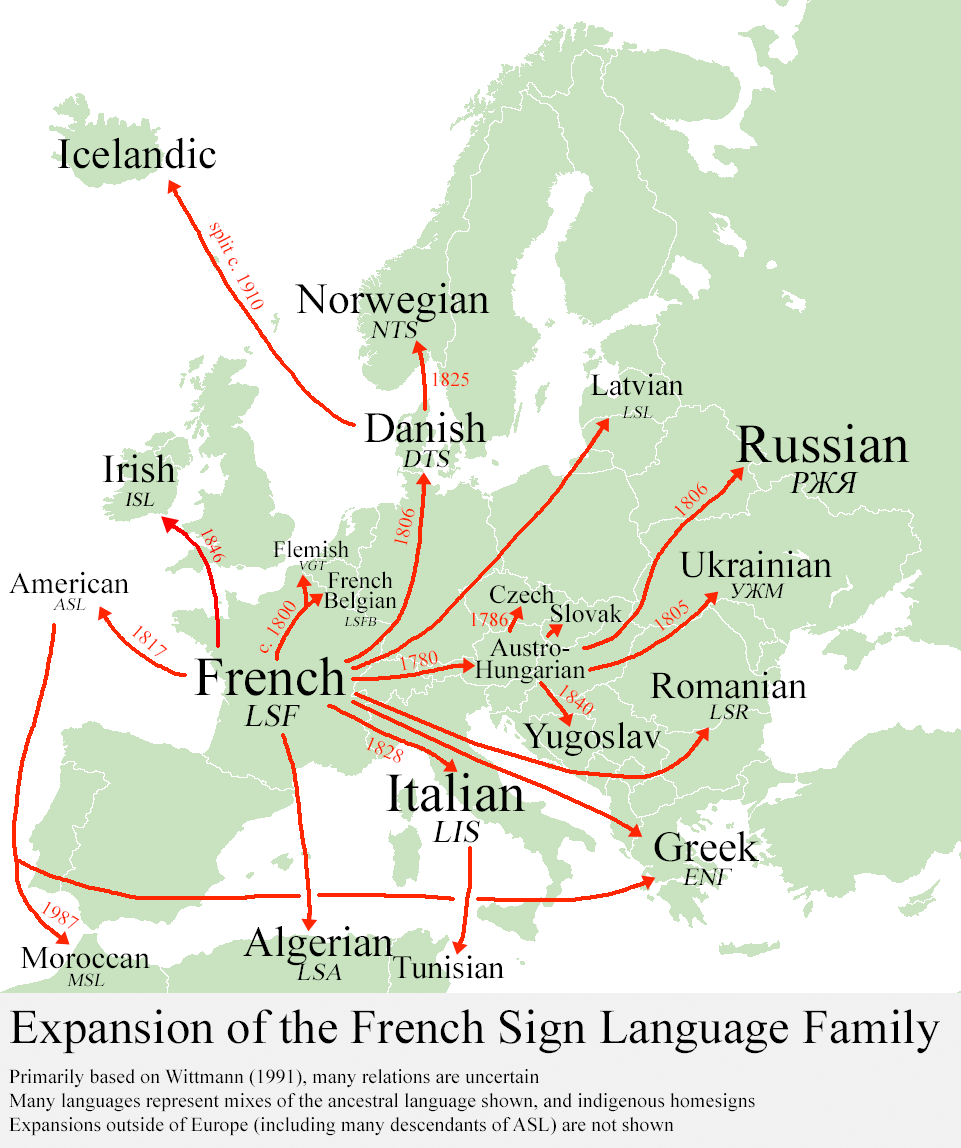
法國手語語系語言分布圖（歐洲及北非）。

Henri Wittmann (1991):138–141首先提出了法国手语语系的分类。他列出了语系下使用者人数较多的手语，以及被发明或有明确记载的最早时间。后来的学术研究证实了他的绝大多数结论，还将其他一些手语也囊括进来。
法国手语 (1752；可能与古法国手语不同)
- 奥匈手语(1780；现在视为不同的奥地利手语和匈牙利手语)
  - 捷克手语 (1786)
  - 乌克兰手语 (1805)
  - 俄罗斯手语 (1806)
    - 保加利亚手语 (1920)
    - 可能爱沙尼亚手语 (1866)[5]

  - 斯洛伐克手语
  - 斯洛文尼亚手语(1840)
  - 克罗地亚手语 (1885)
  - 可能以色列手语 (1934) (但德国手语的可能性更大)
- 比利时手语 (c. 1800 – c. 2000)，在比利时联邦改革期间分裂
  - 弗拉芒手语 (c. 1970至今)
  - 法国比利时手语 (c. 1970至今)
- 荷兰手语 (1799)
- 丹麦手语 (1806)[6]
  - 马达加斯加手语 (未知)
  - Norwegian Sign Language (1825)
  - 冰岛手语 (split ca. 1910)
- Latvian Sign Language (1806)
- 菲律宾手语 (1806？)(常被认为属于美国手语)
- 美国手语 (1817，可能发生当地混合)
  - 波多黎各手语 (1907)
  - 泰国手语 (1951，与当地手语克里奥尔化)
  - 加纳手语 (1957)
  - 尼日利亚手语 (1960)
  - 吉隆坡手语 (1960？；今日马来西亚手语？)
  - 玻利维亚手语 (1973；美国手语的方言)
  - 摩洛哥手语 (1987？)
  - 美国黑人手语[7]
  - 与“爱斯基摩手语”？(质疑：本土的因纽特手语为孤立语言)
- 法国手语和美国手语的混合可能包括
  - 魁北克手语 (1817[來源請求])
  - 希腊手语 (带当地混合)
- 意大利手语 (1828)
  - 突尼斯手语 (带当地混合)
- 爱尔兰手语 (1846)
- 墨西哥手语 (1869[來源請求])
- 阿尔及利亚手语 (日期未知)
- 罗马尼亚手语 (日期未知)

可能还包括
- 加泰罗尼亚手语 (日期未知，但很早)

1991年后的调整
Wittnann相信里昂手语、西班牙手语、巴西手语和委内瑞拉手语并不属于法国手语语系，但确实有因刺激扩散产生的关联，而且是里昂手语启发了比利时手语。智利手语 (1852)也一般认为属于法国手语语系，但Wittmann没有列出。夏威夷手语(可能带当地混合)是孤立语言。J. Albert Bickford总结道，“并没有[里昂手语]曾存在过的实质证据”，《民族语》也于2017年将其编号撤回。